# Operation RY
1941

Thailand – Malaiische Halbinsel – Pearl Harbor – Hongkong – Philippinen – Guam – Wake – Force Z – Borneo
1942

Burma – Rabaul – Singapur – Sumatra – Timor – Australien – Java – Salamaua–Lae – Bougainville/Buka – Shortland-Inseln – Indischer Ozean – Port Moresby – Tulagi – Korallenmeer – Midway – Nordamerika – Buna-Gona – Kokoda-Track – Nauru/Ocean Island
Die Operation RY war die Besetzung der Inseln Nauru und Ocean Island durch Einheiten der Kaiserlich Japanischen Marine während des Pazifikkriegs im Zweiten Weltkrieg. Sie sollte zunächst Mitte Mai 1942 stattfinden, musste jedoch bedingt durch schwere alliierte Angriffe auf den August verschoben werden, als es schließlich gelang, die Inseln zu besetzen.

## Nauru
Die Insel Nauru liegt im westlichen Pazifischen Ozean, etwas mehr als 3500 Kilometer nordöstlich vom australischen Sydney entfernt. Im Osten liegt etwa 290 Kilometer entfernt Ocean Island, das heutige Banaba. Nördlich sind es rund 600 Kilometer bis zu den Marshallinseln. Weiter entfernte Nachbarn sind Mikronesien (Kosrae) im Nordwesten, die Salomon-Inseln im Südwesten, Papua-Neuguinea (Bismarck-Archipel) im Westen und Tuvalu im Südosten.
Die wirtschaftliche Bedeutung der Insel liegt im hohen Vorkommen von Phosphat. Nach dem Ersten Weltkrieg ging das Land an Australien, Großbritannien und Neuseeland. Das Phosphat wurde seitdem von Australien abgebaut.

## Ocean Island

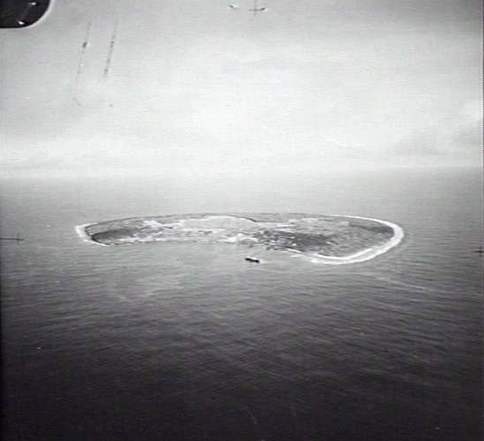
Ocean Island im Jahr 1945

Ocean Island liegt rund 430 km südwestlich der Gilbertinseln. Die Briten besetzten 1901 die Insel und ordneten sie ihrer Kolonie Gilbert- und Elliceinseln zu. Die Insel erhielt den Namen Ocean Island. Die Pacific Islands Company aus Sydney begann dort mit dem Abbau von Phosphat, das auch hier reichhaltig vorhanden war.

## Vorgeschichte
Die deutschen bewaffneten Handelsschiffe Orion und Komet versenkten am 6. Dezember 1940 fünf Handelsschiffe und beschossen Nauru. Sie verursachten Schäden bei den Anlagen zum Phosphatabbau und führten so zu einer Unterbrechung der alliierten Phosphatproduktion.

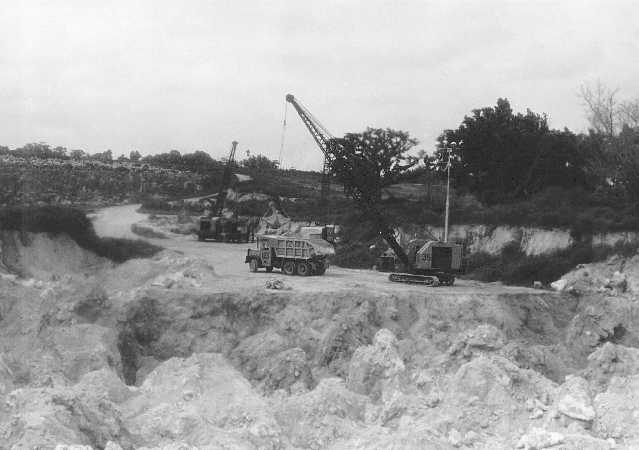
Phosphat-Mine auf Nauru

Nach diesen Aggressionen beantragten die australischen Marinebehörden eine Vereinbarung mit der britischen Admiralität für die Verlegung australischer Marineeinheiten, um wiederholten Angriffen zu begegnen. Der australische, bewaffnete Handelskreuzer Manoora traf am 4. Januar 1941 vor Ocean Island ein und in den folgenden Monaten hielten australische und neuseeländische Kriegsschiffe eine kontinuierliche Präsenz vor den Inseln. Auf jeder Insel wurden eine Marinekompanie und zwei Feldgeschütze stationiert.
Ende Februar 1942 befürchteten die Alliierten eine japanische Invasion der Inseln. Daher wurden die auf den Inseln stationierten australischen Feldartillerie-Abteilungen mit dem freien französischen Zerstörer Le Triomphant abgezogen, der zunächst nach Nauru und dann nach Ocean Island fuhr. Anschließend wurden die Einheiten auf die Trienza, ein Schiff der Phosphatkommission, gebracht, das auf den Neuen Hebriden bereitstand. Die Trienza setzte dann Kurs auf Brisbane. Nur der Administrator von Nauru, Oberstleutnant F. R. Chalmers, verblieb mit einigen anderen Männern auf der Insel.

### Japanische Planung
Ursprünglich hatten die Japaner die Einnahme der Inseln unmittelbar nach der Operation MO und vor der Operation MI geplant. Damit sollte Japan mit den reichlich vorhandenen Phosphatmengen der Inseln versorgt werden, einem der Ausgangsprodukte für die Herstellung wirksamer Düngemittel und für Phosphor, der bei der Herstellung von Sprengstoffen verwendet wird.
Für die Landungsoperationen war die 4. Flotte verantwortlich und für die Deckung aus der Luft die 25. Luftflottille. Als Angriffstag war nach dem geheimen Einsatzbefehl Nr. 13 der Südseeflotte vom 23. April 1942 der 15. Mai vorgesehen.
In einer Anmerkung zur Operation FS, der vorgesehenen Invasion von Neukaledonien, den Neuen Hebriden, Fidschi und Samoa, hieß es:

„Es wurden bereits Anweisungen zur Besetzung von Nauru und Ocean Island erlassen, obwohl diese Operation bis heute noch nicht begonnen hat. Diese Gebiete sind nicht nur eine Quelle für Phosphorerz, sondern haben auch den Vorteil, die Patrouillenlücke zwischen den Salomonen und den Marshallinseln zu schließen. Es wird erwartet, dass die Marine diese Operation unabhängig durchführt.“

| Formation                              | Befehlshaber (4. Flotte)                                          | Stärke | Verantwortlichkeit                          |
| -------------------------------------- | ----------------------------------------------------------------- | --- | ------------------------------------------- |
| Nauru und Ocean Island Invasionsflotte | Kommandant der Minenlegerdivision 19 Konteradmiral Shima Kiyohide | - Minenlegerdivision 19 (Okinoshima – Flaggschiff) (ohne Tsugaru und Tokiwa) - Hälfte der 23. Zerstörerdivision (Kikuzuki, Yūzuki) - Kinryū Maru, Takahata Maru - 6. Basis-Marinelandungseinheit, Kashima Marinelandungseinheit (mit besonderen Befehlen bei ihrer Aufstellung) - Tatsuta, Tsugaru (nach dem 11. Mai) | Nauru und Ocean Island-Offensive am 15. Mai |

## Scheitern des ersten Versuchs

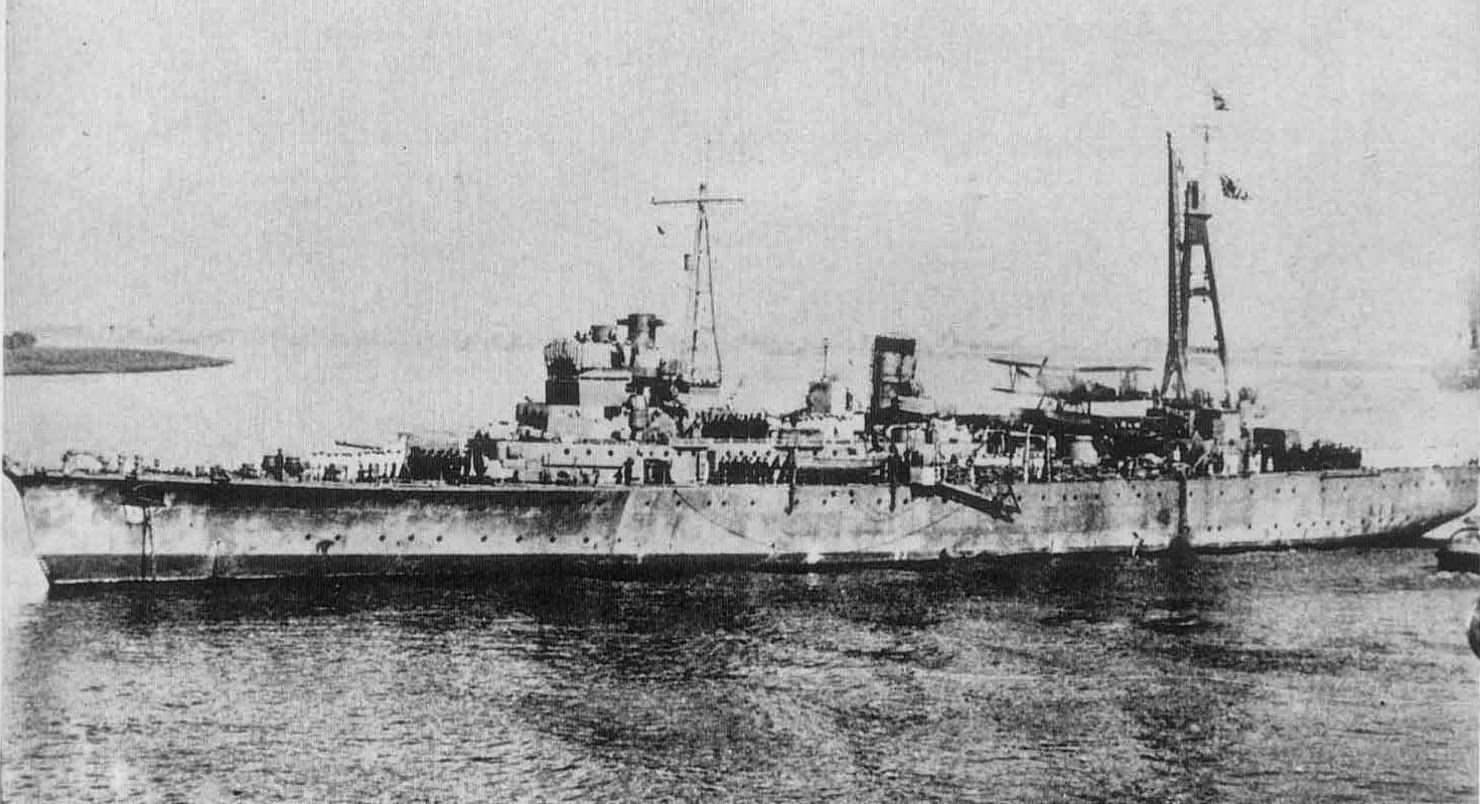
Der Minenleger Okinoshima

Nach der Absage der Operation MO und nach der darauf folgenden Schlacht im Korallenmeer am 8. Mai verließen die japanische Seestreitkräfte am 11. Mai Rabaul auf der Insel Neubritannien und Bougainville zur Ausführung der Operation RY. Die Deckung wurde von der 5. Kreuzerdivision unter Vizeadmiral Takagi Takeo mit den Schweren Kreuzern Myōkō und Haguro und der 30. Zerstörerdivision mit den Zerstörern Ariake, Mochizuki, Shigure und Shiratsuyu bereitgestellt.
Noch am selben Tag sichtete das amerikanische U-Boot S-42 im strömenden Regen vor Neubritannien die Okinoshima, die während der Schlacht im Korallenmeer beschädigt worden war. S-42 feuerte vier Torpedos ab, erzielte mit drei Torpedos Treffer und beschädigte damit den Minenleger schwer. Die Mochizuki nahm daraufhin die Okinoshima ins Schlepptau, während Konteradmiral Shima Kiyohide auf den Zerstörer Yūzuki wechselte. Um 6:40 Uhr kenterte die Okinoshima und sank im St.-Georgs-Kanal der Bismarcksee. Kapitän Nomi Minoru und eine unbekannte Anzahl der Besatzungsmitglieder überlebten. Trotz des Verlustes der Okinoshima setzte der Rest der japanischen Einsatzflotte die Operation fort.

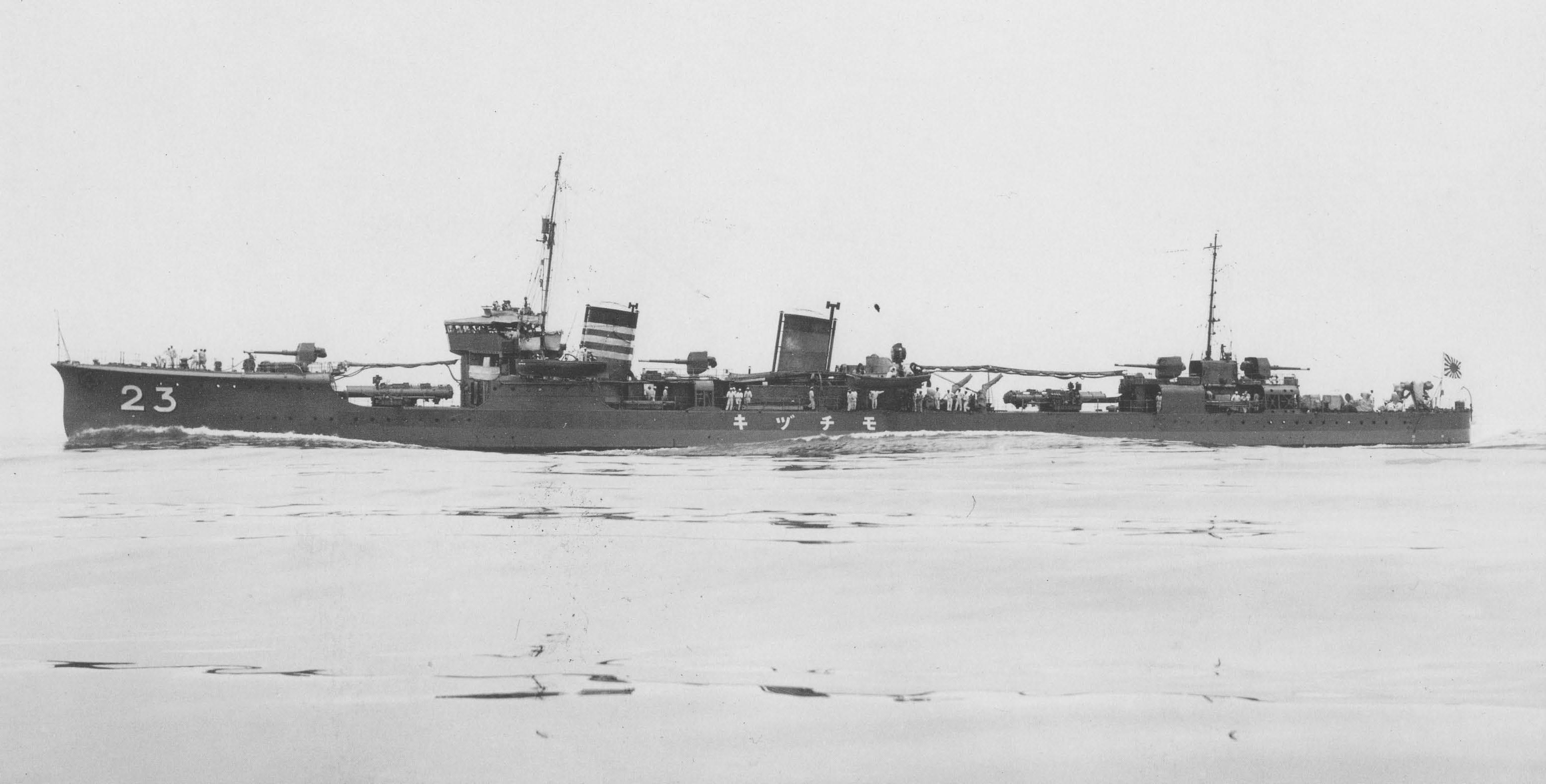
Der Zerstörer Mochizuki

Ein japanisches Wasserflugzeug aus Tulagi sichtete unterdessen auf einem Aufklärungsflug die US-Flugzeugträger Enterprise und Hornet auf dem Weg zur Insel Nauru. Diese waren auf der Grundlage von Informationen aus abgefangener japanischer Kommunikation für ein Täuschungsmanöver in das Gebiet geschickt worden, um zu versuchen die japanische Operation zu stoppen. Die Täuschung erwies sich als erfolgreich, da die japanische Flotte aus Angst vor der Bedrohung der RY-Landungstruppen durch die US-Träger die Operation am 15. Mai abbrach und die Flotte nach Rabaul zurückkehrte.

## Die Besetzung der Inseln

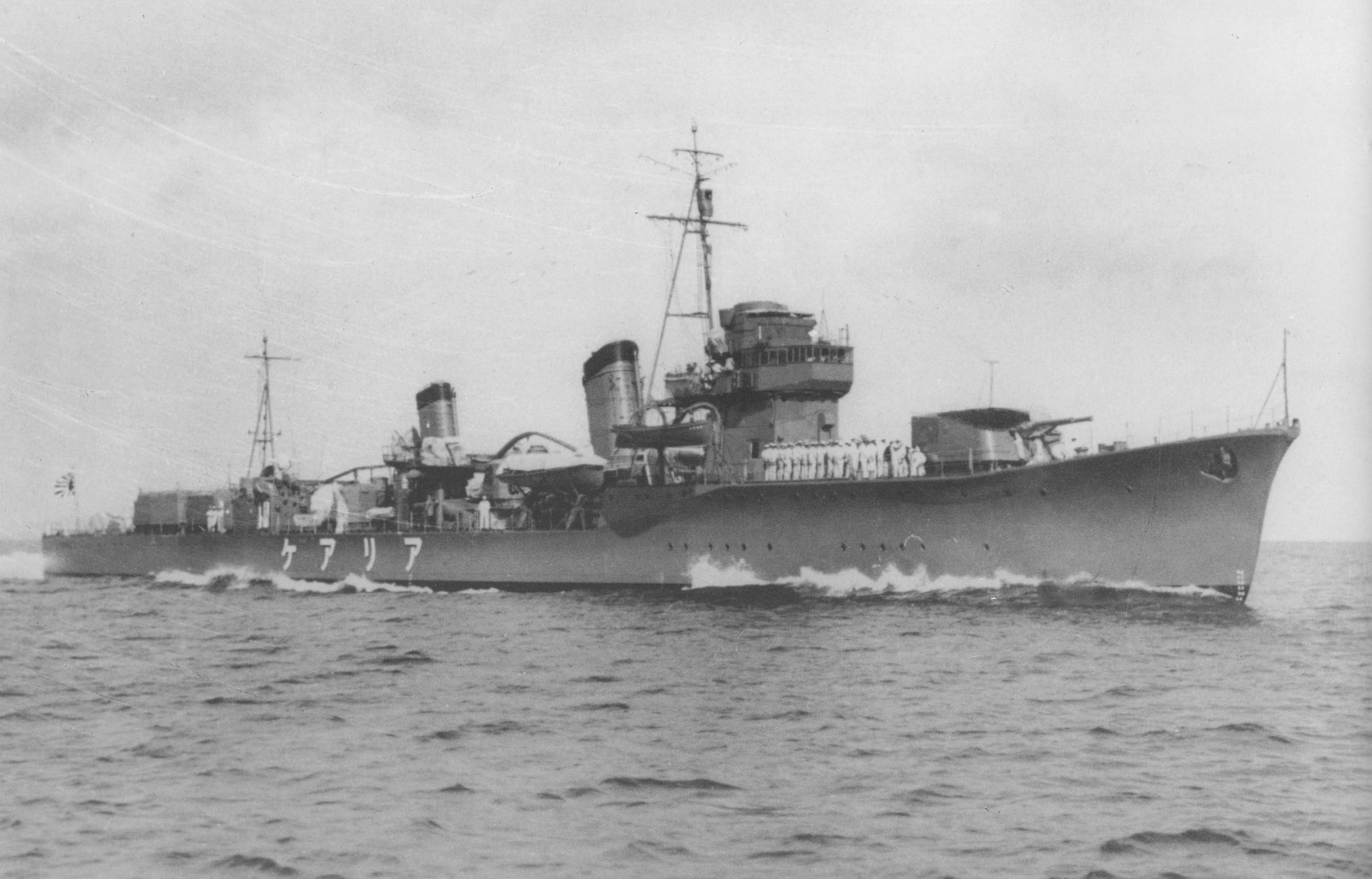
Der Zerstörer Ariake

Ein Verband der Kaiserlichen Marine mit dem Leichten Kreuzer Yūbari, den Zerstörern Yūzuki, Oite, Asanagi, Ariake, und Yūnagi sowie dem Transporter Hakozaki Maru und einigen Hilfsfahrzeugen verließ Truk in den Karolinen am 26. August 1942. Nachdem er vor Nauru eintraf, beschossen die Japaner die Insel und besetzten diese kampflos. Am Folgetag landeten die Japaner auch auf Ocean Island. Japanische Soldaten der 43. und der 62. Garde lösten am 29. und 30. August die Landungstrupps auf den Inseln ab.

## Folgen der Besetzung
Auf Nauru wurden die dort verbliebenen Europäer gefangen genommen. Den rund 1850 Einheimischen wurde zwar die Freiheit auf der Insel zugestanden, aber sie mussten sich den Japanern untergeben. Rund um die Insel wurden eine Reihe von Küstenverteidigungsanlagen zusammen mit 127-mm-Flugabwehrkanonen sowie zahlreichen Betonbunkern entlang der Küste installiert. Ein unterirdisches Krankenhaus wurde gebaut und einige Bunker im Landesinneren an strategischen Aussichtspunkten errichtet. Später traf ein Kontingent von etwa 1500 japanischen und koreanischen Arbeitern ein, die mit dem Bau eines Flugplatzes begannen. Weitere 300 Nauruaner und Gilbertesen wurden eingezogen, um die Arbeiten zu unterstützen. Das Flugfeld wurde im Januar 1943 fertiggestellt.
Obwohl später Experten aus Japan nach Nauru kamen, um den Phosphatabbau wieder aufzunehmen, wurde diese Idee aufgegeben und die Insel als wichtiges Glied in Japans Verteidigungssystem im zentralen Pazifik belassen.